# Herr im Haus bin ich
Herr im Haus bin ich, manchmal auch Der Herr im Haus bin ich (Originaltitel: Hobson’s Choice), ist eine britische Liebeskomödie von David Lean aus dem Jahre 1954. Die Hauptrolle im Film spielt Charles Laughton. Er basiert auf der Bühnenkomödie Herr im Haus bin ich (Originaltitel: Hobson’s choice) von Harold Brighouse aus dem Jahr 1915.

## Handlung
England am Ende der Ära von Königin Victoria. Henry Horatio Hobson ist ein erfolgreicher Schuhmacher, Witwer und Vater von drei Töchtern. Die drei Töchter leiten das Schuhgeschäft und führen den Haushalt von Vater Henry, der am liebsten die Zeit in seiner Stammkneipe verbringt. Doch manchmal ist er Herr im Haus. So entscheidet er, dass die beiden jüngsten Töchter Alice und Vicky, einen Mann seiner Wahl heiraten sollen. Eine Mitgift will er allerdings nicht zahlen. Die älteste Tochter Maggie, bereits über 30 Jahre alt, soll  ihm weiterhin den Haushalt und das Geschäft führen. Maggie sieht sich auf ihrem Weg lieber mit Willie Mossop, einem im Geschäft angestellten Gesellen, der durch seine Handwerkskunst auch noch den wesentlichen Anteil am Erfolg des Geschäfts hat.
Willie ist ein einfacher Bursche. Er hat nichts außer seinem Handwerk. Maggie sagt Willie, dass sie ihn heiraten und gemeinsam ein Geschäft mit ihm führen will. Willie ist perplex. Doch er ist der Tochter seiner Hauswirtin versprochen. Maggie geht zu dieser Hauswirtin, informiert sie über ihr Vorhaben und kündigt das Zimmer, gleichzeitig besorgt sie Willie eine neue Bleibe.
Es kommt zum Streit zwischen dem Vater Henry und seiner Tochter Maggie. Sie beschließt daraufhin ein neues Geschäft gemeinsam mit Willie aufzubauen. Das nötige Geld leihen sie sich von Mrs. Hepworth, einer reichen Kundin, die Willie für sein Handwerk vorher sehr lobte.
In der Nacht vor der Hochzeit fällt Hobson in einen Keller und wird angezeigt – besorgt um seinen Ruf will er sich mit Maggie beraten. Maggie löst den Fall so, dass im Ergebnis ihre Schwestern ihre Freunde heiraten dürfen und der Vater statt dem Gericht eine Strafe, seinen beiden Töchtern eine Mitgift bezahlt. Im Gegenzug wird die Anklage fallengelassen.
Henry Hobson ist erschrocken und verärgert über die neue Entwicklung. Nicht nur, dass seine ihn stets umsorgende Tochter aus dem Haus ist, die verbliebenen Töchter sind außerdem nicht in der Lage gleichzeitig das Geschäft und den Haushalt zu führen. Sie können nicht einmal kochen. Hobson leidet und beginnt noch stärker zu trinken als zuvor. Willie bekommt von Maggie Lese- und Schreibunterricht und wird zu einem vorzeigbaren Herrn ausgebildet.
Das Geschäft von Maggie und Willie wird zu einem großen Erfolg. Bereits nach nur sechs Monaten sind sie in der Lage ihre Schulden mit Zinsen zurückzuzahlen. Henry Hobson dagegen verfällt immer mehr der Trunksucht, bis der Arzt ihm völlige Abstinenz verordnet. Maggie berät mit ihren Schwestern, wer den Vater pflegen soll. Da beide nun selber verheiratet sind, will sich keine um ihn kümmern. Willie bietet Hobson daraufhin die Teilhaberschaft an, um sein schlecht gehendes Geschäft zu retten, und Maggie würde wieder den Haushalt führen. Willie erklärt ihm, dass er sowieso bereits alle seine alten Kunden habe, und möchte das Geschäft unter dem Namen Mossop und Hobson übernehmen, solange Hobson nur als stiller Teilhaber auftritt. Von dieser Geschäftstüchtigkeit ist sogar Maggie überrascht, aber Hobson willigt schließlich ein.

## Hintergrund
Der Vierakter Hobson’s Choice von Harold Brighouse aus dem Jahre 1915 wurde vorher bereits zwei Mal, 1920 und 1931, verfilmt. Alexander Korda brachte David Lean auf die Idee, das Stück erneut zu verfilmen und brachte auch gleich Charles Laughton als Hauptdarsteller mit, mit dem er seine erfolgreichsten Filme in den 1930er-Jahren gedreht hatte. Laughton kannte das Stück bereits, da er die Rolle des Willie Mossop bereits 30 Jahre zuvor selbst auf der Bühne gespielt hatte. In der Filmversion war für diesen Part ursprünglich Robert Donat vorgesehen, der dann jedoch durch John Mills hervorragend ersetzt wurde. Mills bemerkenswerteste Szene des Films ist seine Pantomime in seiner Vorbereitung zur Hochzeitsnacht.

## Deutsche Fassung
Die deutsche Synchronbearbeitung entstand 1954 in den Ateliers der Deutschen London Film GmbH in Hamburg unter der Regie von Edgar Flatau. Das Synchron-Buch verfasste Martin Beheim-Schwarzbach. Für die Tontechnik war Friedrich Albrecht verantwortlich, der Schnitt lag in den Händen von Waltraud Feig.
| Rolle                | Darsteller       | Synchronsprecher  |
| -------------------- | ---------------- | ----------------- |
| Henry Horatio Hobson | Charles Laughton | Eduard Wandrey    |
| Willie Mossop        | John Mills       | Wolfgang Wahl     |
| Maggie Hobson        | Brenda de Banzie | Margret Neuhaus   |
| Alice Hobson         | Daphne Anderson  | Gisela Peltzer    |
| Vicky Hobson         | Prunella Scales  | Ingeborg Walther  |
| Albert Prosser       | Richard Wattis   | Herbert Asmis     |
| Freddy Beenstock     | Derek Blomfield  | Wolfgang Borchert |
| Mrs. Hepworth        | Helen Haye       | Eva Eras          |
| Jim Heeler           | Joseph Tomelty   | Hans Fitze        |
| Wirt                 | Julien Mitchell  | Helmut Peine      |
| Tudsbury             | Gibb McLaughlin  | Joseph Offenbach  |
| Denton               | Philip Stainton  | Carl Voscherau    |
| Arzt                 | John Laurie      | Walter Klam       |
| Tubby                | Jack Haworth     | Kurt Klopsch      |

## Kritiken
- „Eine vergnügliche Familien- und Kleinstadtkomödie, die mit Menschenfreundlichkeit und Humor liebevolle Bilder von eigenwilligen Charakteren zeichnet, die sich im Kampf um die häusliche Macht offenbaren. Keineswegs ein Starfilm für Charles Laughton, der sich mit seiner Schauspielkunst in das hervorragende Ensemble einordnet.“ – Lexikon des internationalen Films[2]

- „David Leans Adaption eines Theaterstückes von Ronald Brighouse aus dem Jahre 1915 ist die dritte dieses Stoffes und gleichzeitig die beste (...) Charles Laughtons urkomische, wenn auch etwas überzogene Darstellung des Henry Hobson ist Dreh- und Angelpunkt dieses vergnüglichen Films, der Lean seit  „Geisterkomödie“ erstmals wieder Gelegenheit zur Inszenierung eines Lustspiels gab. Besetzung, Fotografie und Ausstattung sowie Malcolm Arnolds originelle Musik sind durchweg Spitzenklasse und ergeben ein rundum gelungenes Werk – was unter den Umständen seiner Entstehung eher erstaunlich ist.“ - -al- in: Das große TV Spielfilm Filmlexikon. Digitale-Bibliothek-Sonderband (CD-ROM-Ausgabe). Directmedia, Berlin 2006, ISBN 3-89853-036-1, S. 5686–5687

Die Filmbewertungsstelle Wiesbaden verlieh der Produktion das Prädikat wertvoll.

## Auszeichnungen
Herr im Haus bin ich gewann den Goldenen Bären auf der Berlinale 1954. Das Publikum der Berlinale hatte sich in einer Abstimmung für diesen Film als Preisträger entschieden. Der Film erhielt außerdem 1955 den British Film Academy Award: bester britischer Film des Jahres.